# مریجه (مراکش)
مریجه (به فرانسوی: Mrija) یک شهرک در مراکش است که در استان جراده واقع شده‌است. مریجه ۳٬۳۵۹ نفر جمعیت دارد.